# Batcengel járás
Batcengel járás (mongol nyelven: Батцэнгэл сум) Mongólia Észak-Hangáj tartományának egyik járása. Területe 3500 km². Népessége kb. 3846 fő.
Székhelye Dzsargalant (Жаргалант), mely 50 km-re fekszik Cecerleg tartományi székhelytől.